# Kurilensee
Der Kurilensee (russisch Курильское озеро Kurilskoje osero) ist ein Calderasee auf der russischen Halbinsel Kamtschatka unweit deren Südspitze.
Die Caldera entstand vor rund 8400 Jahren bei einem gewaltigen Vulkanausbruch der Stärke 7 auf dem Vulkanexplosivitätsindex (VEI), bei dem 140–170 Kubikkilometer Tephra ausgestoßen wurden. Damit gehört diese Eruption zu den stärksten im Holozän (seit der letzten Eiszeit). Die ersten Eruptionen fanden vermutlich in einem See statt, der sich an der Stelle des heutigen Kurilensees befand. Nachdem ein Krater über dem Wasserspiegel entstanden war, kam es zunächst zu plinianischen Eruptionen; später bildeten sich pyroklastische Ströme, die sich in alle Richtungen bis zu 50 Kilometer weit ausbreiteten. In der Umgebung des Sees finden sich bis zu 150 Meter mächtige Bimssteinschichten. Asche fiel auf große Teile Kamtschatkas und verteilte sich vor allem nach Nordwesten, wo sie noch in 1000 Kilometer Entfernung nachweisbar ist. Die entleerte Magmakammer brach ein und bildete eine 8 mal 14 Kilometer große Caldera. Dem Ausbruch ging eine mindestens 1500 Jahre lange Ruhephase voraus.
Nach Bildung der Caldera entstanden die Vulkane Ilinskaja Sopka im Nordosten und Diki Greben im Westen des Sees. Zudem bildeten sich mehrere Lavadome. Einer von ihnen ist Serdtze Alaida, in der Gegenwart eine kleine Insel im Kurilensee, die sich aus rund 300 Meter Tiefe erhebt.
Der See liegt in 104 Metern Höhe über dem Meeresspiegel, die maximale Tief beträgt 316 Meter. Uferterrassen belegen, dass der Wasserspiegel früher um bis zu 150 Meter höher lag. In der Gegenwart entwässert der Kurilensee über den Fluss Osjornaja nach Westen in das Ochotskische Meer; ein älterer Abfluss verlief nach Osten in den Pazifischen Ozean.